# Kevin Joss-Rauze
Pour les articles homonymes, voir Rauze (homonymie).
Kevin Joss-Rauze, né le 28 juin 1988 à Gleizé, est un joueur français de basket-ball. Il mesure 1,90 m et joue au poste d'arrière.

## Biographie
Kevin Joss-Rauze est formé à l'ASVEL, club de basket-ball de la région lyonnaise. Il rejoint ensuite l'équipe professionnelle.
Le 19 juillet 2014, il s'engage avec Dijon. À la fin de la saison 2014-2015, il quitte Dijon.
Le 10 août 2016, il est annoncé à la JL Bourg pour jouer la saison 2016-2017.

## Carrière
- 2005-2006 :   ASVEL Villeurbanne  (Espoirs)
- 2006-2009 :   ASVEL Villeurbanne  (Pro A)
- 2009-2010 :   Étoile de Charleville-Mézières (Pro B)
- 2010-2014 :   Champagne Châlons Reims Basket (Pro B)
- 2014-2015 :  Jeanne d'Arc Dijon Bourgogne (Pro A)
- 2015 :  STB Le Havre (Pro A)
- 2016 :  SOMB (Pro B)
- 2016-2017 :  JL Bourg (Pro B)

## Palmarès
- Vainqueur de la Coupe de France en 2008 avec l'ASVEL.
- Vainqueur du Trophée du Futur en 2009 avec l'ASVEL.
- Champion de France de Pro A 2009 avec l'ASVEL.
- Champion de France de Pro B 2017 avec la JL Bourg.